# Sul detto comune: "Questo può essere giusto in teoria, ma non vale per la pratica"
Sul detto comune è uno scritto del 1793 del filosofo Immanuel Kant.
La questione posta al centro della prima parte dell'opera è come sia possibile realizzare praticamente concetti teorici.
Secondo Kant, l'uomo, "con la pretenziosità di riuscire a vedere più lontano e sicuro con occhi di talpa fissi sull'esperienza, che con gli occhi concessi a un essere fatto per stare dritto e contemplare il cielo".